# Monistria pavoninae
Monistria pavoninae är en insektsart som beskrevs av Rehn, J.A.G. 1953. Monistria pavoninae ingår i släktet Monistria och familjen Pyrgomorphidae. Inga underarter finns listade i Catalogue of Life.